# Каганский район
Каганский район (тума́н; узб. Kogon tumani / Когон тумани) — район в Бухарской области Узбекистана. Административный центр — город Каган (в состав района не входит).
В районе расположены 32 археологических (Дахма Шейбанидов, Дахмаи шохон и др.), 29 архитектурных памятника и 2 достопримечательности культурного наследия Узбекистана. Самыми известными из них считаются: мазары Бахауддина Накшбанда, Сайида Амира Кулаля и Хужа Кабул Ахрора Вали.

## История
Каганский район был образован 29 сентября 1926 года. В 1963 году район был упразднён, а в 1964 году восстановлен.

## Административно-территориальное деление
По состоянию на 1 января 2011 года, в состав района входят:
- 10 сельских сходов граждан:

1. Беклар,
2. Геофизика,
3. Каган,
4. Накшбанди,
5. Ниёзхожи,
6. Нурафшон,
7. Сараён,
8. Сиёзпоён,
9. Хужа Якшаба,
10. Янги хаёт.